# Glinki (powiat inowrocławski)
Glinki – wieś w Polsce położona w województwie kujawsko-pomorskim, w powiecie inowrocławskim, w gminie Rojewo.

## Podział administracyjny
W latach 1975–1998 miejscowość należała administracyjnie do województwa bydgoskiego.

## Demografia
Według Narodowego Spisu Powszechnego (III 2011 r.) wieś liczyła 59 mieszkańców. Jest 22. co do wielkości miejscowością gminy Rojewo.